# Adolf Scholze
Adolf Gustav Adi Scholze (* 1. März 1913 in Weißkirchen an der Neiße; † 1. Februar 1983 in Naumburg (Saale)) war ein deutscher Politiker, Gewerkschafter, Staatsfunktionär der DDR und Widerstandskämpfer gegen den Nationalsozialismus.

## Leben

### Frühe Jahre
Adolf Scholze wurde am 1. März 1913 in Weißkirchen (Kreis Reichenberg, heute Liberec) als Sohn des Bauarbeiters Adolf Scholze und der Textilarbeiterin Anna Henke geboren. Nach dem Besuch der vierklassigen allgemeinen Volksschule in Weißkirchen von 1919 bis 1925, wo er der kommunistischen Kindergruppe angehörte, besuchte er drei Jahre lang die Bürgerschule in Kratzau. 1923 nahm er gemeinsam mit seinem Vater an den Demonstrationen des Generalstreiks teil, welcher aufgrund der Inflation entstand. Nach Ende der Schulzeit besuchte Adolf Scholze ein Jahr freiwillig die tschechische Schule in Malschik. 1928 trat Scholze in den Kommunistischen Jugendverband ein und wirkte als Mitglied der Unterbezirksleitung Kratzau.
Im Oktober desselben Jahres erhielt er eine Lehrstelle als Kontorpraktikant in einer Maschinenfabrik. Gleichzeitig wurde er Mitglied des Allgemeinen Angestelltenverbandes (AAV) und des Werkmeisterverbandes und dort Mitglied der Jugendkommission. Als der Betrieb Konkurs anmeldete, setzte Scholze die Lehre in einem anderen Reichenberger Betrieb fort. Er besuchte die Kaufmännische Berufsschule. 1931 schloss er seine Lehre als Kaufmann ab und übernahm 1934 eine Konsumverkaufsstelle in Reichenberg.  Mit der Auflösung des Kommunistischen Jugendverbandes 1933 beteiligte er sich bis 1935 in verschiedenen Funktionen im Arbeitersport, bis hin zum Ortsvorsitzenden.

### Tätigkeit 1935 bis 1938
1935 trat Adolf Scholze in die Deutsche sozialdemokratische Arbeiterpartei in der Tschechoslowakischen Republik ein. Er gehörte zur Gruppe der tschechischen Patrioten, welche 1938 im Grenzgebiet zu Deutschland Panzersperren, Befestigungen und Stellungen gegen den Einmarsch der Wehrmacht errichteten. Außerdem war er Zugführer der „Republikanischen Wehr“, einer Abwehrorganisation der SPC und Abwehrstaffel des Arbeiterrad- und Kraftfahrbundes, um den Überfall Deutschlands auf die Tschechoslowakei zu verhindern. Auch war Scholze Mitglied des Wehrkorps tschechoslowakischer Motorristen, um die Grenzen vor dem geplanten Überfall Hitlerdeutschlands zu sichern. Mit der im September 1938 in München beschlossenen Abtrennung des deutschsprachigen Teils der Tschechoslowakei und dessen Angliederung an das Deutsche Reich kam es im Grenzgebiet verstärkt zu rechtsextremen Ausschreitungen. Daher wurde Adolf Scholze gemeinsam mit anderen gefährdeten Parteigenossen am 1. Oktober 1938 in Sicherheit hinter die festgelegte Demarkationslinie gebracht, wo er sich 14 Tage lang in Emigration befand, ehe er von tschechischer Polizei entdeckt und in seinen Heimatort Oberkratzau zurückgebracht wurde. Dort wurde er von Henlein-Faschisten ins Rathaus verschleppt und zu Zwangsarbeit unter Aufsicht der SA gezwungen. Heimlich traf er sich mit Parteigenossen zur Beratung der Lage um den Widerstandskampf. Am 1. Dezember 1938 kam es zu seiner Verhaftung durch die Schutzpolizei.

### Haft in Dachau
Nach seiner Verhaftung am 1. Dezember 1938 wurde er acht Tage lang im Gerichtsgefängnis in Kratzau festgehalten. Die Verhandlung fand im Liebig-Palais in Reichenberg statt. Durch SS-Obergruppenführer Heydrich wurde ein Schutzhaftbefehl ausgestellt. Danach wurde er für einige Tage ins Gefängnis nach Zittau, später ins Zentralgefängnis nach Dresden gebracht. Am 23. Januar wurde er durch die Staatspolizei Dresden in das Konzentrationslager Dachau überführt und erhielt dort die Häftlingsnummer 32335. Er kam in das Arbeitskommando „Teeplantage“, nach vier Wochen in die Strafkompanie im Block 15.

### Haft in Buchenwald

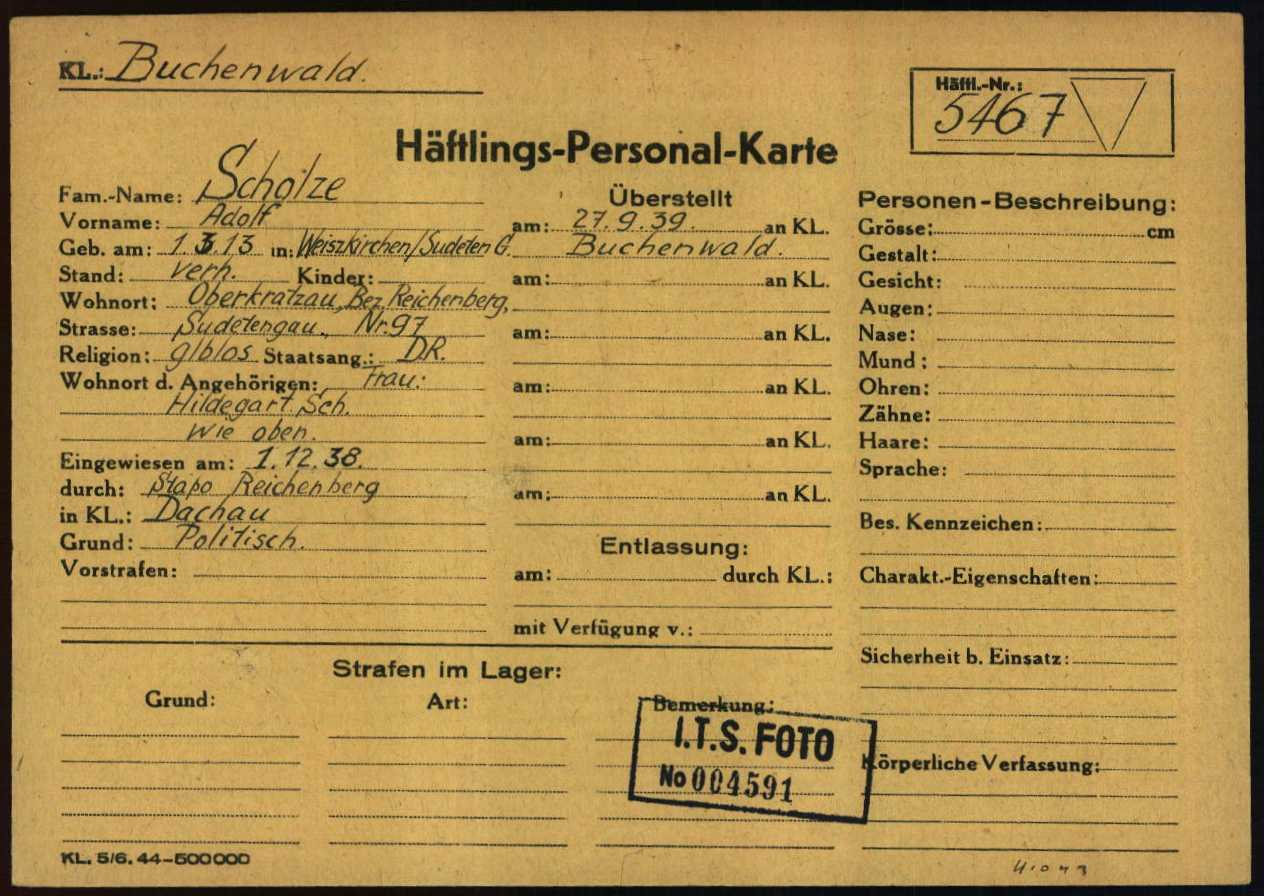
Registrierungskarte von Adolf Scholze als Gefangener im nationalsozialistischen Konzentrationslager Buchenwald

Am 29. September 1939 erfolgte seine Überstellung in das Konzentrationslager Buchenwald, wo er die Häftlingsnummer 5467 erhielt. Er kam wieder in die Strafkompanie im Block 3 und musste im Steinbruch als Steinträger arbeiten. Nach drei Monaten erfolgte seine Entlassung aus der Strafkompanie und dem Kommando Steinbruch. Er gelangte in das Kommando Schachtbau, wo er drei Monate verbrachte. Dann wurde Adolf Scholze durch die Hilfe kommunistischer Genossen in das Zimmereikommando eingeteilt, welches sich im Block 28 befand. Dort führte er gemeinsam mit anderen Häftlingen Sabotageakte durch. Er stieg zum Häftlingsfunktionär auf und wurde Platzmeister, später Bürovorsteher des Kommandos Bauho.
Adolf Scholze arbeitete ab 1943 in der Lagerfeuerwehr im Block 11 und war Mitglied von deren Häftlingskommando, zunächst als Löschgruppenführer und ab September 1944 stellvertretender Kapo und Leiter der 1. Löschgruppe. Auch war er Mitglied der illegalen Organisation der KPD und der illegalen Militärorganisation, in der er eine Gruppe von fünf Mann leitete. Auch leitete er eine weitere, aus fünf Mann bestehende illegale Widerstandsgruppe. Er nahm an der illegalen Arbeit im Lager teil. Beispielsweise organisierte er am 25. August 1944 aus den Gustloffwerken auf dem Ettersberg eine Drehbank, welche er durch den Haupteingang an der Kontrolle durch den stellvertretenden Lagerleiter Max Schobert vorbei bis zum Block 11 brachte. Die Häftlinge fertigten auf dieser Drehbank Rohlinge für Handgranaten. Des Weiteren war er in der Nacht des 25. Januar 1945 gemeinsam mit weiteren Häftlingen der Lagerfeuerwehr für den Schmuggel eines Maschinengewehres ins Lager verantwortlich. Zu seinen Aufgaben in der Widerstandsorganisation zählten neben Sabotageakten und der Beschaffung illegaler Materialien die Aufklärung in SS-Kasernen und Rüstungsbetrieben, Ausbildung an 08-Pistolen, Topographie, militärpolitische Schulungen sowie später die Ausbildung anderer Genossen im Gustloffwerk. Scholze gehörte auch einer illegalen Widerstandsgruppe deutscher Kommunisten aus der Tschechoslowakei an.

### Tätigkeit nach 1945
Nach Ende des Nationalsozialismus und der Befreiung des Lagers kehrte Scholze am 19. Mai 1945 nach Oberkratzau zurück.  Am 30. Mai 1945 wurde er in die Kommunistische Partei der Tschechoslowakei aufgenommen. Er übernahm eine ehrenamtliche Tätigkeit im Parteibüro in Chrastava zur Erfassung deutscher Antifaschisten und war dann Sekretär für Handel und Versorgung in der Gemeindeverwaltung der Tschechoslowakei.  Er organisierte die freiwillige Umsiedlung deutscher Antifaschisten in die sowjetische Besatzungszone. Im Jahr 1946 erfolgte sein Eintritt in die Kommunistische Partei Deutschlands (KPD). Mit der Zwangsvereinigung von KPD und SPD in der sowjetischen Besatzungszone wurde er Mitglied der SED. 1946 war er im Umsiedlerlager Bernburg, dann Mitarbeiter der Polizeiabteilung der Bezirksverwaltung Merseburg. Nach sechs Wochen wurde er als Personalchef der Abteilung Kriminalpolizei ins Polizeipräsidium Halle (Saale) versetzt. Danach gelangte er zur Landesregierung Sachsen-Anhalts in die Polizeiabteilung und wurde zum Regierungsoberinspektor ernannt. Später wurde er in die Landespolizeibehörde versetzt, wo er die Verantwortung für den Aufbau der Landespolizei und der Dienststellen in den Kreisen erhielt. Adolf Scholze wurde stellvertretender Leiter der Kader-Abteilung und Polizeirat der Deutschen Volkspolizei sowie Betriebsratsvorsitzender. Im November 1948 wurde er Kaderchef und ihm wurde die Verantwortung für den Aufbau der Abteilung Grenze und der Bereitschaften in Halle, Gut Gimritz übertragen. Er wurde zum Oberrat der Deutschen Volkspolizei befördert und 1949 nach Naumburg versetzt. Dort war er verantwortlich für die Einrichtung der ersten Offiziersschule der Kasernierten Volkspolizei (KVP).
Adolf Scholze wurde Stabschef, dadurch erfolgte seine Beförderung zum Volkspolizei-Kommandeur. Am 1. Juni 1950 wurde Adolf Scholze als erster Offizier Sachsen-Anhalts mit dem Ehrenzeichen der Deutschen Volkspolizei ausgezeichnet. Aus gesundheitlichen Gründen kam es allerdings Ende 1950 zu seiner Entlassung. 1951 wurde Adolf Scholze Kulturdirektor im VEB Bau-Union Naumburg, danach Arbeitsdirektor und Abteilungsleiter Arbeit der Reichsbahn-Bau-Union.
1958 wurde er in den FDGB-Kreisvorstand Naumburg gewählt, in welchem er bis 1959 die Funktion als stellvertretender Vorsitzender, danach bis 1968 die des Vorsitzenden ausübte. Auch war er Mitglied des Kreisausschusses für Jugendweihe. In dieser Zeit wurde er auch Mitglied der SED-Kreisleitung und des Sekretariats Naumburg. Diese Tätigkeit übte er zehn Jahre lang aus. Während seiner Tätigkeit als SED-Funktionär war er unter anderem als Parteileitungsmitglied und stellvertretender Parteisekretär tätig. Aufgrund seiner langjährigen Haft im Konzentrationslager erkrankte er erneut, weshalb er 1968 Invalidenrentner wurde. Bis 1978 war Adolf Scholze pädagogischer Mitarbeiter der Nationalen Mahn- und Gedenkstätte Buchenwald. Am 1. November 1978 musste er diese Tätigkeit aufgrund einer schweren Erkrankung beenden. Von 1959 bis 1974 war Adolf Scholze Kreistagsabgeordneter in Naumburg, seit 1963 Mitglied der Urania. 1969 wurde er Mitglied der Volkssolidarität. Auch war er Mitglied der Gesellschaft für Sport und Technik und des Kulturbundes. Adolf Scholze war auch Kommandeur und Politstellenvertreter einer Hundertschaft der Kampfgruppen der Arbeiterklasse und von 1947 bis 1953 Kreisvorsitzender der VVN und anschließend Mitglied des Kreiskomitees der antifaschistischen Widerstandskämpfer in Naumburg. Seit 1952 war Scholze Mitglied der VdN-Kreiskommission und seit 1967 deren Vorsitzender. Adolf Scholze war außerdem Mitglied des Sekretariats und des Kreisvorstandes der Gesellschaft für Deutsch-Sowjetische Freundschaft. Des Weiteren war er bis zu seinem Tod Mitglied der Geschichtskommission der Lagergemeinschaft Buchenwald-Dora. Am 1. Februar 1983 verstarb Adolf Scholze nach kurzer schwerer Krankheit in Naumburg.

## Privates
Bis 1920 gehörte er der römisch-katholischen Kirche an. Mit dem Austritt der Eltern wurde er konfessionslos. Seit 1935 war Adolf Scholze zunächst mit Hilde Herrmann verheiratet. Die Ehe
blieb kinderlos. 1950 heiratete er Maria Hefter. Aus dieser Ehe entstammten sechs Söhne, von denen einer jedoch bereits im Februar 1949 im Alter von zwei Jahren starb. Auch hatte Adolf Scholze aus dieser Ehe eine Stieftochter. Drei der Söhne waren bis 1990 selbst in den bewaffneten Organen der DDR tätig.

## Auszeichnungen und Ehrungen
- Vaterländischer Verdienstorden in Silber und Bronze[1][5]
- Verdienstmedaille der DDR[1][5]
- Fritz-Heckert-Medaille in Silber[1][2]
- Ehrennadel der Nationalen Front[1]
- Ehrenmedaille der Nationalen Front Ehrenzeichen der Deutschen Volkspolizei am 1. Juni 1950[1][2][5]
- Ehrennadel der Gesellschaft für Deutsch-Sowjetische Freundschaft in Gold[1][5]
- Medaille für Kämpfer gegen den Faschismus 1933 bis 1945[1][5]
- Kurt-Barthel-Medaille[1]
- Ehrentitel „Verdienter Aktivist“[1]
- mehrmals Aktivist der sozialistischen Arbeit[1][5]
- Ehrenmedaille der Zentralleitung des Komitees der antifaschistischen Widerstandskämpfer der DDR[1]
- mehrfach Medaille für ausgezeichnete Leistungen[5]
- 1951 gründete Adolf Scholze die BSG „Aufbau“ Naumburg, später umbenannt in BSG „Lokomotive“ Naumburg und war bis zu seinem Tod Ehrenmitglied.[1][2] Auch war er Ehrenmitglied eines Jugendkollektivs im VEB Holz Naumburg.[1]
- Nach seinem Tod wurden in Naumburg die Adi-Scholze-Straße, die Berufsschule „Adolf Scholze“ und das Kinderferienlager „Adolf Scholze“ nach ihm benannt. 1990 wurden diese jedoch mit der Wiedervereinigung umbenannt.